# 瑞浪天徳バスストップ
瑞浪天徳バスストップ（みずなみてんとくバスストップ）は、岐阜県瑞浪市にある中央自動車道上のバス停留所である。

## 停車する路線
- 中央道高速バス（中央高速バス）
  - 新宿・名古屋線（名鉄バス・京王バス）
恵那BS - 瑞浪天徳BS - 多治見BS
  - 飯田・昼神温泉・栄・名古屋線（各停）（名鉄バス・信南交通）
恵那BS - 瑞浪天徳BS - 土岐BS
  - 箕輪・名古屋線（名鉄バス・信南交通・伊那バス）
中津川BS - 瑞浪天徳BS - 桃花台BS
  - 箕輪・栄・名古屋線（名鉄バス・信南交通・伊那バス）
中津川BS - 瑞浪天徳BS - 桃花台BS
- 名古屋ライナー甲府号（ジェイアール東海バス・山梨交通）
  - 中津川BS - 瑞浪天徳BS - 桃花台BS
- 中央ライナー（ジェイアールバス関東・東濃鉄道）
  - 中津川BS - 瑞浪天徳BS - 桃花台BS（名古屋系統）
  - 中津川駅 - 瑞浪天徳BS - 金岡町4丁目（可児系統）

## バス停へのアクセス
JR瑞浪駅より徒歩15分。